# Liste der Bodendenkmale in Kremmen
Die Liste der Bodendenkmale in Kremmen enthält alle Bodendenkmale der brandenburgischen Stadt Kremmen und ihrer Ortsteile. Grundlage ist die Veröffentlichung der Landesdenkmalliste mit dem Stand vom 31. Dezember 2020. Die Baudenkmale sind in der Liste der Baudenkmale in Kremmen aufgeführt.

## Beetz
| Gemarkung                | Flur    | Kurzansprache                                            | Bodendenkmalnummer | Bemerkung | Bild |
| ------------------------ | ------- | -------------------------------------------------------- | ------------------ | --------- | ---- |
| Beetz (Lage)             | 5       | Burg deutsches Mittelalter                               | 70059              |           |      |
| Beetz (Lage)             | 2       | Gräberfeld Bronzezeit                                    | 70060              |           |      |
| Beetz (Lage)             | 2       | Siedlung römische Kaiserzeit                             | 70061              |           |      |
| Beetz (Lage)             | 2, 3, 6 | Dorfkern Mittelalter, Dorfkern Neuzeit                   | 70062              |           |      |
| Beetz, Ludwigsaue (Lage) | 2, 1    | Landwehr am Westrand der Niederung der Herzberger Wiesen | 70129              |           |      |

## Flatow
| Gemarkung             | Flur        | Kurzansprache | Bodendenkmalnummer | Bemerkung | Bild |
| --------------------- | ----------- | --- | ------------------ | --------- | ---- |
| Flatow ()             | 8           | Rast- und Werkplatz Paläolithikum, Rast- und Werkplatz Mesolithikum                                                                           | 70131              |           |      |
| Flatow ()             | 3           | Siedlung Urgeschichte | 70132              |           |      |
| Flatow ()             | 3           | Siedlung Urgeschichte | 70133              |           |      |
| Flatow ()             | 6           | Siedlung Urgeschichte, Siedlung slawisches Mittelalter                                                                                        | 70134              |           |      |
| Flatow ()             | 3           | Siedlung Bronzezeit, Siedlung Urgeschichte | 70135              |           |      |
| Flatow ()             | 5, 6, 7, 13 | Dorfkern Mittelalter, Dorfkern Neuzeit, Siedlung Bronzezeit, Siedlung Eisenzeit, Siedlung römische Kaiserzeit                                 | 70136              |           |      |
| Flatow ()             | 2           | Siedlung Neolithikum, Rast- und Werkplatz Mesolithikum, Siedlung Bronzezeit, Gräberfeld Eisenzeit                                             | 70509              |           |      |
| Flatow ()             | 5, 6        | Siedlung Ur- und Frühgeschichte | 70524              |           |      |
| Flatow ()             | 3           | Siedlung Ur- und Frühgeschichte | 70529              |           |      |
| Flatow ()             | 3           | Siedlung römische Kaiserzeit, Siedlung Ur- und Frühgeschichte                                                                                 | 70530              |           |      |
| Flatow ()             | 3           | Rast- und Werkplatz Mesolithikum, Siedlung Urgeschichte                                                                                       | 70531              |           |      |
| Flatow ()             | 3, 4, 5     | Siedlung Ur- und Frühgeschichte, Siedlung Neolithikum, Gräberfeld Eisenzeit, Einzelfund römische Kaiserzeit, Einzelfund deutsches Mittelalter | 70568              |           |      |
| Flatow ()             | 2           | Siedlung Eisenzeit, Siedlung Urgeschichte | 70591              |           |      |
| Flatow ()             | 3           | Siedlung Neolithikum, Siedlung Bronzezeit | 70597              |           |      |
| Flatow, Linumhorst () | 12, 1       | Rast- und Werkplatz Mesolithikum, Gräberfeld römische Kaiserzeit                                                                              | 70390              |           |      |

## Groß-Ziethen
| Gemarkung           | Flur | Kurzansprache | Bodendenkmalnummer | Bemerkung | Bild |
| ------------------- | ---- | --- | ------------------ | --------- | ---- |
| Groß-Ziethen (Lage) | 3    | Rast- und Werkplatz Steinzeit                                                                                      | 70137              |           |      |
| Groß-Ziethen (Lage) | 3    | Siedlung Urgeschichte                                                                                              | 70138              |           |      |
| Groß-Ziethen (Lage) | 1, 2 | Dorfkern Neuzeit, Burg deutsches Mittelalter, Schloss Mittelalter, Schloss Neuzeit, Dorfkern deutsches Mittelalter | 70139              |           |      |

## Kremmen
| Gemarkung      | Flur          | Kurzansprache | Bodendenkmalnummer | Bemerkung | Bild |
| -------------- | ------------- | --- | ------------------ | --------- | ---- |
| Kremmen (Lage) | 8, 9          | Siedlung Eisenzeit, Siedlung römische Kaiserzeit | 70039              |           |      |
| Kremmen (Lage) | 3             | Rast- und Werkplatz Steinzeit, Siedlung Neuzeit | 70040              |           |      |
| Kremmen (Lage) | 20            | Rast- und Werkplatz Mesolithikum | 70041              |           |      |
| Kremmen (Lage) | 8             | Siedlung Neolithikum, Siedlung Bronzezeit, Siedlung Eisenzeit, Siedlung slawisches Mittelalter                                                                                              | 70042              |           |      |
| Kremmen (Lage) | 10            | Siedlung römische Kaiserzeit, Siedlung Bronzezeit, Siedlung Eisenzeit | 70043              |           |      |
| Kremmen (Lage) | 10            | Siedlung Urgeschichte | 70044              |           |      |
| Kremmen (Lage) | 5, 10, 28, 29 | Altstadt deutsches Mittelalter, Burg deutsches Mittelalter, Altstadt Neuzeit, Gräberfeld slawisches Mittelalter, Befestigung Mittelalter, Friedhof Neuzeit, Siedlung slawisches Mittelalter | 70252              |           |      |
| Kremmen (Lage) | 10            | Siedlung römische Kaiserzeit | 70510              |           |      |
| Kremmen (Lage) | 19            | Siedlung Urgeschichte | 70532              |           |      |

## Sommerfeld
| Gemarkung     | Flur | Kurzansprache                                                           | Bodendenkmalnummer | Bemerkung | Bild |
| ------------- | ---- | ----------------------------------------------------------------------- | ------------------ | --------- | ---- |
| Sommerfeld () | 2    | Siedlung Neolithikum                                                    | 70051              |           |      |
| Sommerfeld () | 2    | Rast- und Werkplatz Mesolithikum, Siedlung Urgeschichte                 | 70052              |           |      |
| Sommerfeld () | 8    | Rast- und Werkplatz Steinzeit                                           | 70053              |           |      |
| Sommerfeld () | 8    | Siedlung Neolithikum                                                    | 70054              |           |      |
| Sommerfeld () | 6    | Siedlung Urgeschichte                                                   | 70055              |           |      |
| Sommerfeld () | 6    | Siedlung Bronzezeit, Siedlung Eisenzeit                                 | 70056              |           |      |
| Sommerfeld () | 6    | Siedlung Bronzezeit                                                     | 70057              |           |      |
| Sommerfeld () | 2    | Siedlung Ur- und Frühgeschichte, Dorfkern Mittelalter, Dorfkern Neuzeit | 70058              |           |      |
| Sommerfeld () | 6    | Siedlung Urgeschichte                                                   | 70480              |           |      |
| Sommerfeld () | 2    | Siedlung Ur- und Frühgeschichte                                         | 70481              |           |      |

## Staffelde
| Gemarkung        | Flur  | Kurzansprache                                      | Bodendenkmalnummer | Bemerkung | Bild |
| ---------------- | ----- | -------------------------------------------------- | ------------------ | --------- | ---- |
| Staffelde (Lage) | 4     | Rast- und Werkplatz Steinzeit, Siedlung Bronzezeit | 70045              |           |      |
| Staffelde (Lage) | 5     | Siedlung Urgeschichte                              | 70046              |           |      |
| Staffelde (Lage) | 5     | Siedlung Urgeschichte                              | 70047              |           |      |
| Staffelde (Lage) | 5, 14 | Dorfkern deutsches Mittelalter, Dorfkern Neuzeit   | 70048              |           |      |
| Staffelde (Lage) | 5     | Siedlung Urgeschichte                              | 70049              |           |      |